# 전기화학적 기울기

반투과성막인 세포막을 경계로 형성되는 전기화학적 기울기

전기화학적 기울기(영어: electrochemical gradient)는 일반적으로 막을 가로질러 이동할 수 있는 이온에 대한 전기화학적 위치 에너지의 기울기이다. 전기화학적 기울기는 막 사이의 물질의 농도 차이에 의한 화학적 기울기와 막 사이의 전하의 차이에 의한 전기적 기울기의 두 부분으로 구성된다. 투과성 막 사이의 양쪽 농도가 같지 않으면 이온은 단순 확산을 통해 고농도에서 저농도로 막을 가로질러 이동한다. 이온은 또한 전위를 형성하는 전하를 막을 가로질러 전달한다. 막 전체에 전하가 불균등하게 분포하면 전하가 막 양쪽에서 균형을 이룰 때까지 전위차에 의한 이온의 확산을 유도하는 힘이 생성된다.

## 같이 보기
- 막 전위
- 활동전위
- 화학 전지